# Скідевей (Джорджія)
Скідевей (англ. Skidaway Island) — переписна місцевість (CDP) в США, в окрузі Четем штату Джорджія. Населення — 9310 осіб (2020).

## Географія
Скідевей розташований за координатами 31°56′16″ пн. ш. 81°2′47″ зх. д. / 31.93778° пн. ш. 81.04639° зх. д. (31.937860, -81.046391).  За даними Бюро перепису населення США в 2010 році переписна місцевість мала площу 46,18 км², з яких 42,63 км² — суходіл та 3,55 км² — водойми.

## Демографія
Згідно з переписом 2010 року, у переписній місцевості мешкала 8341 особа в 3870 домогосподарствах у складі 3028 родин. Густота населення становила 181 особа/км².  Було 4353 помешкання (94/км²).
Расовий склад населення:
| - 96,5 % — білих - 1,9 % — азіатів - 0,8 % — чорних або афроамериканців - 0,1 % — корінних американців |

До двох чи більше рас належало 0,4 %. Частка іспаномовних становила 1,3 % від усіх жителів.
За віковим діапазоном населення розподілялося таким чином: 12,2 % — особи молодші 18 років, 40,8 % — особи у віці 18—64 років, 47,0 % — особи у віці 65 років та старші. Медіана віку мешканця становила 63,8 року. На 100 осіб жіночої статі у переписній місцевості припадало 90,6 чоловіків;  на 100 жінок у віці від 18 років та старших — 88,6 чоловіків також старших 18 років.
Середній дохід на одне домашнє господарство  становив 133 167 доларів США (медіана — 106 042), а середній дохід на одну сім'ю — 148 252 долари (медіана — 117 813). За межею бідності перебувало 2,4 % осіб, у тому числі 2,2 % дітей у віці до 18 років та 2,2 % осіб у віці 65 років та старших.
Цивільне працевлаштоване населення становило 2521 осіб. Основні галузі зайнятості: освіта, охорона здоров'я та соціальна допомога — 29,0 %, науковці, спеціалісти, менеджери — 17,4 %, фінанси, страхування та нерухомість — 8,6 %, будівництво — 8,1 %.